# Morrgan och Klös
Morrgan och Klös (Mutts i original) är en amerikansk dagspresserie skapad 1994 av Patrick McDonnell. Serien handlar om det dagliga livet för två husdjur: hunden Morrgan (Earl i original) och en katt vid namn Klös (Mooch).